# Gerridae
Famille
Les Gerridés (Gerridae) sont une famille d'insectes de l'ordre des Hémiptères et du sous-ordre des Hétéroptères (punaises).
Ils sont communément appelés araignées d’eau, appellation qui leur vient sans doute du fait de leurs longues pattes, mais il s'agit bien d'insectes, à 6 pattes, et non d'araignées. Leur capacité à se déplacer sur l'eau leur vaut aussi le nom de patineurs de l'eau.

## Description

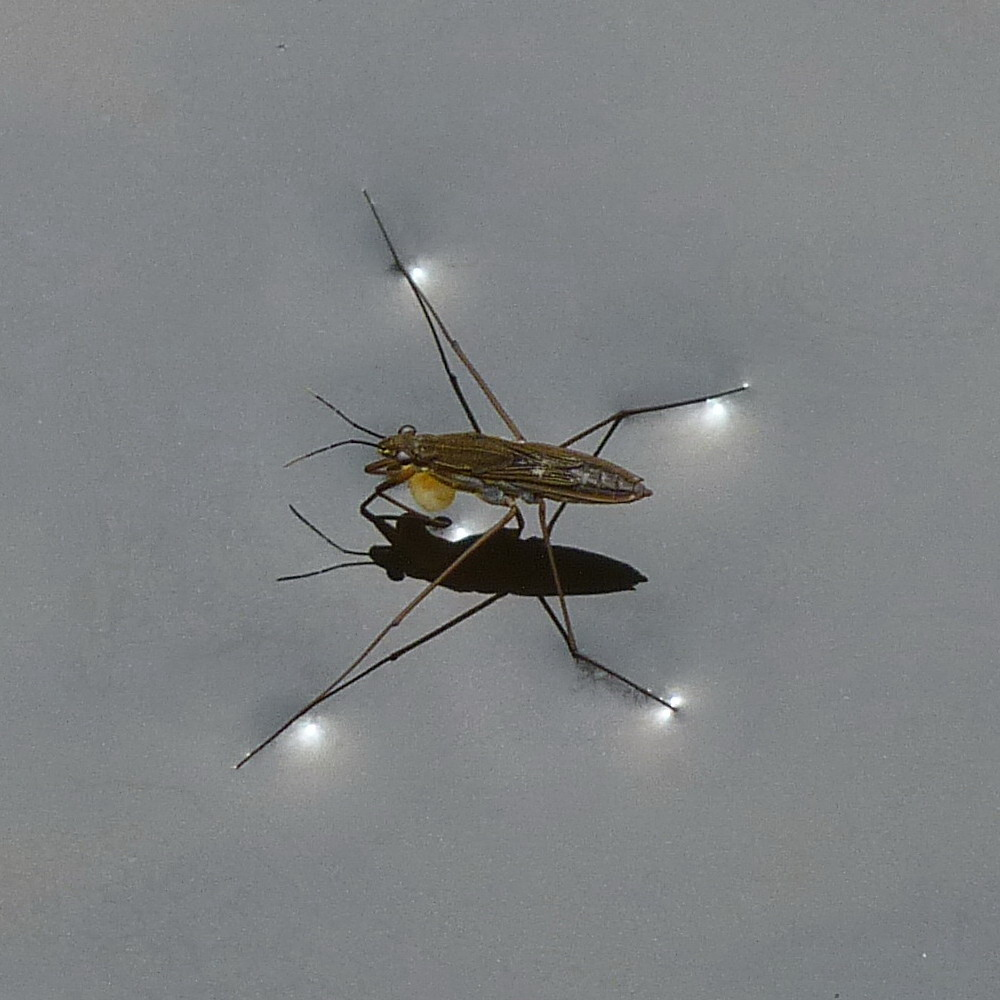

Le corps est longiligne, la face ventrale couverte d'une dense pubescence. La tête porte des antennes bien développées et des yeux globuleux placés à l'arrière, mais pas d'ocelles. Le scutellum n'est pas visible par en dessus, car entièrement recouvert par le pronotum (ce qui les distingue des Mesoveliidae). On les distingue des Veliidae par plusieurs critères: la tête ne présente pas de sillon médian longitudinal sur sa face dorsale; les hanches médianes sont plus proches des hanches postérieures que des antérieurs; les fémurs postérieurs sont généralement un peu plus minces que les fémurs médians, et dépassent l'extrémité du corps, ce qui n'est pas le cas chez les Veliidae. Les tarses sont formés de deux articles, et les griffes sont insérées avant l'extrémité du tarse. Les ailes sont plus ou moins développées, non seulement selon les espèces, mais également selon les individus (polymorphisme alaire). Ils mesurent de 1,5 à 36 mm de long,.

## Répartition et habitat
Les Gerridae sont répartis sur tous les continents. Ces insectes vivent en majorité sur la surface des eaux calmes, certaines espèces s'étant même adaptées aux eaux courantes, comme Aquarius paludum. Ils peuvent vivre en eaux douces ou saumâtres, voire en milieu marin (côtes, estuaires, mangoves etc), y compris, cas unique parmi les insectes, cinq espèces du genre Halobates vivant en plein océan! C'est notamment le cas d'Halobates sericeus qui semble avoir profité des vortex de détritus du Pacifique qui dérivent sur les gyres océaniques, écosystème récent surnommé la plastisphère et où il trouve de nouveaux supports pour ses pontes.

## Biologie

### Nutrition
Les Gerridae sont des insectes prédateurs, qui se nourrissent des petits insectes ou invertébrés tombés à la surface de l'eau, morts ou vivants, et dont ils détectent les vibrations, notamment à l'aide de grands poils sensoriels à l'extrémité des tarses. Ils les piquent avec leur rostre puissant, à l'aide duquel ils leur injectent une salive digestive, leur permettant ensuite d'aspirer les sucs.

### Mode de déplacement
Les Gerridae se déplacent très vite à la surface de l'eau, jusqu'à 1,5 m/s (5,4 km/h), par à-coups, en n'utilisant que deux de leurs trois paires de pattes, les pattes médianes et postérieures. Seuls les tarses reposent sur l'eau, créant de petites dépressions à la surface, dont la tension permet de les maintenir. Leur face ventrale et les extrémités des pattes sont recouvertes de poils hydrofuges, ce qui leur permet d'utiliser la tension superficielle de l'eau (effet lotus) pour flotter et se déplacer sur l'eau. Ils patinent sur l'eau, certains d'entre eux peuvent voler. Ils sont très agiles et peuvent fuir les prédateurs très facilement. Ils peuvent même remonter le courant par bonds successifs. Les courtes pattes antérieures ne servent qu'à stabiliser le corps et à la prédation. Les individus « macroptères » (à grandes ailes) volent et s'éloignent de l'eau pour hiverner.
Lorsqu'il y a du courant, ou que le vent déplace l'eau, ils sont capables de corriger cette dérive par des petits sauts successifs afin de garder une position moyenne constante. Ces sauts semblent générés par un mécanisme interne.

### Reproduction
Les Gerridae pondent des œufs sur un substrat, et les larves savent flotter dès le premier stade. Les ailes se développent au fil des mues, et ne sont opérationnelles, pour les individus macroptères, que lors du stade adulte. Les éclosions ont lieu au printemps.
Chez certaines espèces, lors de la reproduction, le mâle et la femelle communiquent par des séquences de vaguelettes produites par des mouvements des pattes. Ces séquences stimulent la ponte chez les femelles,.
Un genre de la sous-famille des Ptilomerinae, Stridulobates, semble posséder des organes stridulatoires.

## Systématique
Cette famille est a été définie par le zoologiste britannique William Elford Leach en 1815, à partir du nom de genre Gerris. Sa phylogénie n'est pas encore définie de manière sûre. Elle formerait, conjointement avec la famille des Veliidae, un clade bien argumenté au sein des Gerromorpha. Le statut des sous-familles n'y est pas encore tranché, ni la question de savoir si certaines sous-familles de Veliidae devraient être rattachées aux Gerridae.
La famille des Gerridae remonte au moins à l'Oligocène, soit entre il y a 33 et 23 millions d'années.

### Liste des sous-familles, tribus et genres
Selon BioLib (25 mars 2022) :
- sous-famille Charmatometrinae Andersen, 1975
  - genre Brachymetra Mayr, 1865
  - genre Charmatometra Kirkaldy, 1899
  - genre †Brachymetroides Andersen, 2000
- sous-famille Cylindrostethinae Matsuda, 1960
  - genre Cylindrostethus Fieber, 1860
  - genre Platygerris Buchanan-White, 1883
  - genre Potamobates Champion, 1898
- sous-famille †Electrobatinae Andersen & Poinar, 1992
  - genre †Electrobates Andersen & Poinar, 1992
- sous-famille Eotrechinae Matsuda, 1960
  - genre Amemboa Esaki, 1925
  - genre Chimarrhometra Bianchi, 1896
  - genre Eotrechus Kirkaldy, 1902
  - genre Onychotrechus Kirkaldy, 1903
  - genre Tarsotrechus Andersen, 1980
- sous-famille Gerrinae Leach, 1815
  - tribu Gerrini Leach, 1815
    - genre Aquarius Schellenberg, 1800
    - genre Gerris Fabricius, 1794
    - genre Gerrisella Poisson, 1940
    - genre Gigantometra Hungerford & Matsuda, 1958
    - genre Limnogonus Stål, 1868
    - genre Limnometra Mayr, 1865
    - genre Limnoporus Stål, 1868
    - genre Neogerris Matsumura, 1913
    - genre Tenagogerris Hungerford & Matsuda, 1958
    - genre Tenagogonus Stål, 1854
    - genre Tenagometra Poisson, 1949
    - genre Tenagometrella Poisson, 1958
    - genre †Electrogerris Andersen, 2000
    - genre †Paleogerris Andersen, 1998
    - genre †Succineogerris Andersen, 2000
    - genre †Telmatrechus Scudder, 1890

  - tribu Tachygerrini Andersen, 1975
    - genre Eurygerris Hungerford & Matsuda, 1958
    - genre Tachygerris Drake, 1957
- sous-famille Halobatinae Bianchi, 1896
  - tribu Halobatini Bianchi, 1896
    - genre Asclepios Distant, 1915
    - genre Austrobates Anderson & Weir, 1994
    - genre Halobates Eschscholtz, 1822

  - tribu Metrocorini Matsuda, 1960
    - genre Esakia Lundblad, 1933
    - genre Eurymetra Esaki, 1926
    - genre Eurymetropsiella Poisson, 1950
    - genre Eurymetropsielloides Poisson, 1956
    - genre Eurymetropsis Poisson, 1948
    - genre Metrocoris Mayr, 1865
    - genre Ventidius Distant, 1910

  - genre Limnobates Burmeister, 1835
- sous-famille Ptilomerinae Bianchi, 1896
  - genre Andersenius Zettel & Chen, 1996
  - genre Archaeoptilomera Zettel, 2009
  - genre Celerobates Zettel, 2009
  - genre Floresiobates J. Polhemus & D. Polhemus, 2008
  - genre Heterobates Bianchi, 1896
  - genre Jucundus Distant, 1910
  - genre Pleciobates Esaki, 1930
  - genre Pleciogonus Chen, Nieser & Wattanachaiyingcharoen, 2002
  - genre Potamometra Bianchi, 1896
  - genre Potamometroides Hungerford, 1951
  - genre Potamometropsis Lundblad, 1933
  - genre Ptilomera Amyot & Serville, 1843
  - genre Ptilomerella Zettel, 2009
  - genre Rheumatogonus Kirkaldy, 1909
  - genre Rhyacobates Esaki, 1923
  - genre Stridulobates Zettel & Thirumalai, 2001
- sous-famille Rhagadotarsinae Lundblad, 1933
  - genre Rhagadotarsus Breddin, 1905
  - genre Rheumatobates Bergroth, 1892
- sous-famille Trepobatinae Matsuda, 1960
  - tribu Metrobatini J. T. Polhemus & D. A. Polhemus, 1993
    - genre Andersenella J. Polhemus & D. Polhemus, 1993
    - genre Ciliometra J. Polhemus & D. Polhemus, 1993
    - genre Iobates J. Polhemus & D. Polhemus, 1993
    - genre Metrobates Uhler, 1871
    - genre Metrobatoides J. Polhemus & D. Polhemus, 1993
    - genre Metrobatopsis Esaki, 1926
    - genre Rheumatometra Kirkaldy, 1902
    - genre Stygiobates J. Polhemus & D. Polhemus, 1993
    - genre Talaudia J. Polhemus & D. Polhemus, 2003

  - tribu Naboandelini J. T. Polhemus & D. A. Polhemus, 1993
    - genre Calyptobates J. Polhemus & D. Polhemus, 1994
    - genre Hynesionella Poisson, 1949
    - genre Naboandelus Distant, 1910

  - tribu Stenobatini J. Polhemus & D. Polhemus, 1993
    - genre Pseudohalobates J. Polhemus & D. Polhemus, 1996
    - genre Rheumatometroides Hungerford & Matsuda, 1958
    - genre Stenobates Esaki, 1927
    - genre Stenobatopsis J. Polhemus & D. Polhemus, 1996
    - genre Thetibates J. Polhemus & D. Polhemus, 1996

  - tribu Trepobatini Matsuda, 1960
    - genre Gnomobates Polhemus & Polhemus, 1995
    - genre Halobatopsis Bianchi, 1896
    - genre Lathriobates J. Polhemus, 2004
    - genre Lathriobatoides J. Polhemus, 2004
    - genre Ovatametra Kenaga, 1942
    - genre Telmatometra Bergroth, 1908
    - genre Telmatometroides Polhemus, 1991
    - genre Telmatometropsis Mondragón-F, Morales & Moreira, 2021
    - genre Trepobates Uhler, 1883
    - genre Trepobatoides Hungerford & Matsuda, 1958

  - genre Cryptobates Esaki, 1929
- genre †Cretogerris Perrichot, Nel & Néraudeau, 2005
- genre †Cylindrobates Wappler & Andersen, 2004
- genre †Lutetiabates Wappler & Andersen, 2004

Selon Paleobiology Database (23 février 2019) :
- espèce † Halobates ruffoi Andersen et al.[15], 1994

### Genres et espèces présents en Europe
Seuls 3 genres de la sous-famille des Gerrinae, tribu des Gerrini, sont représentés en Europe, avec 16 espèces: 
- Aquarius, 4 espèces: A. cinereus, A. najas, A. paludum, A. ventralis
- Gerris
  - subg. Gerris, 9 espèces: G. argentatus, G. brasili, G. costae, G. gibbifer, G. lacustris, G. maculatus, G. odontogaster, G. sphagnetorum, G. thoracicus
  - subg. Gerriselloides, 2 espèces: G. asper, G. lateralis.
- Limnoporus, 1 espèce, L. rufoscutellatus.

## Galerie

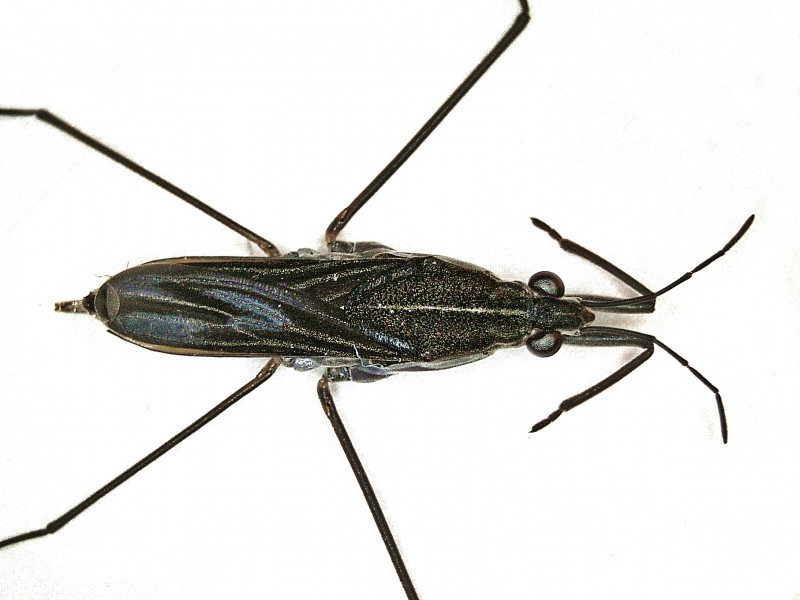
Gerris argentatus, mâle, vue de dessus
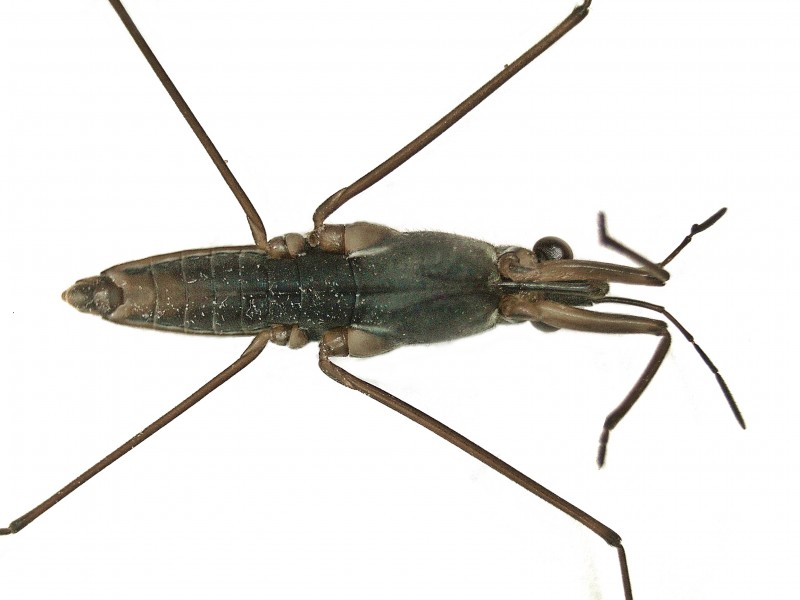
Gerris lacustris, vue de dessous
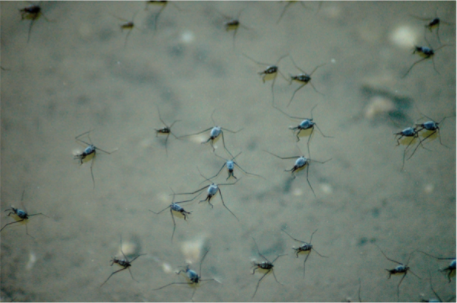
Groupe d'Halobates sp.
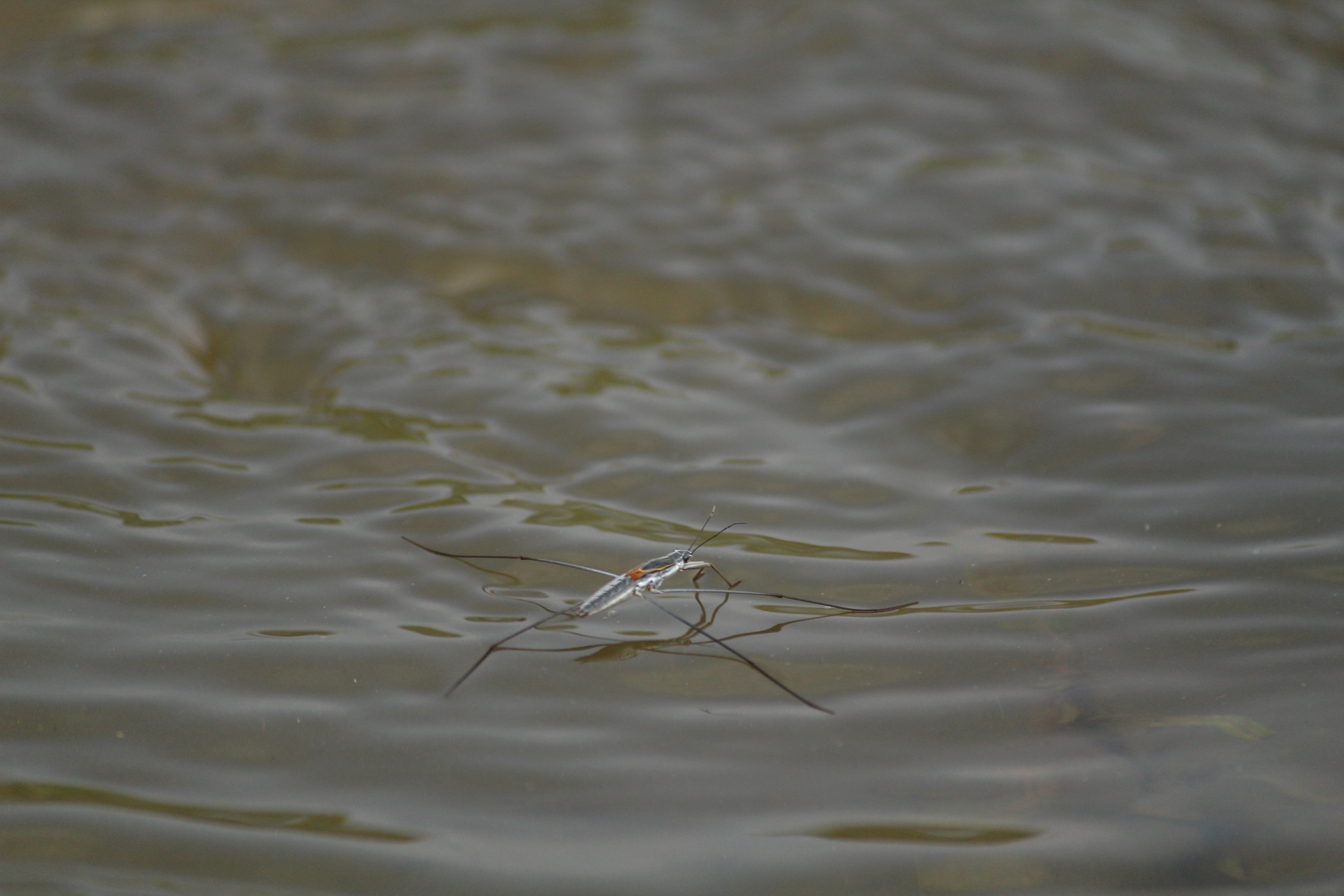
Aquarius adelaidis, Karnataka (Inde)
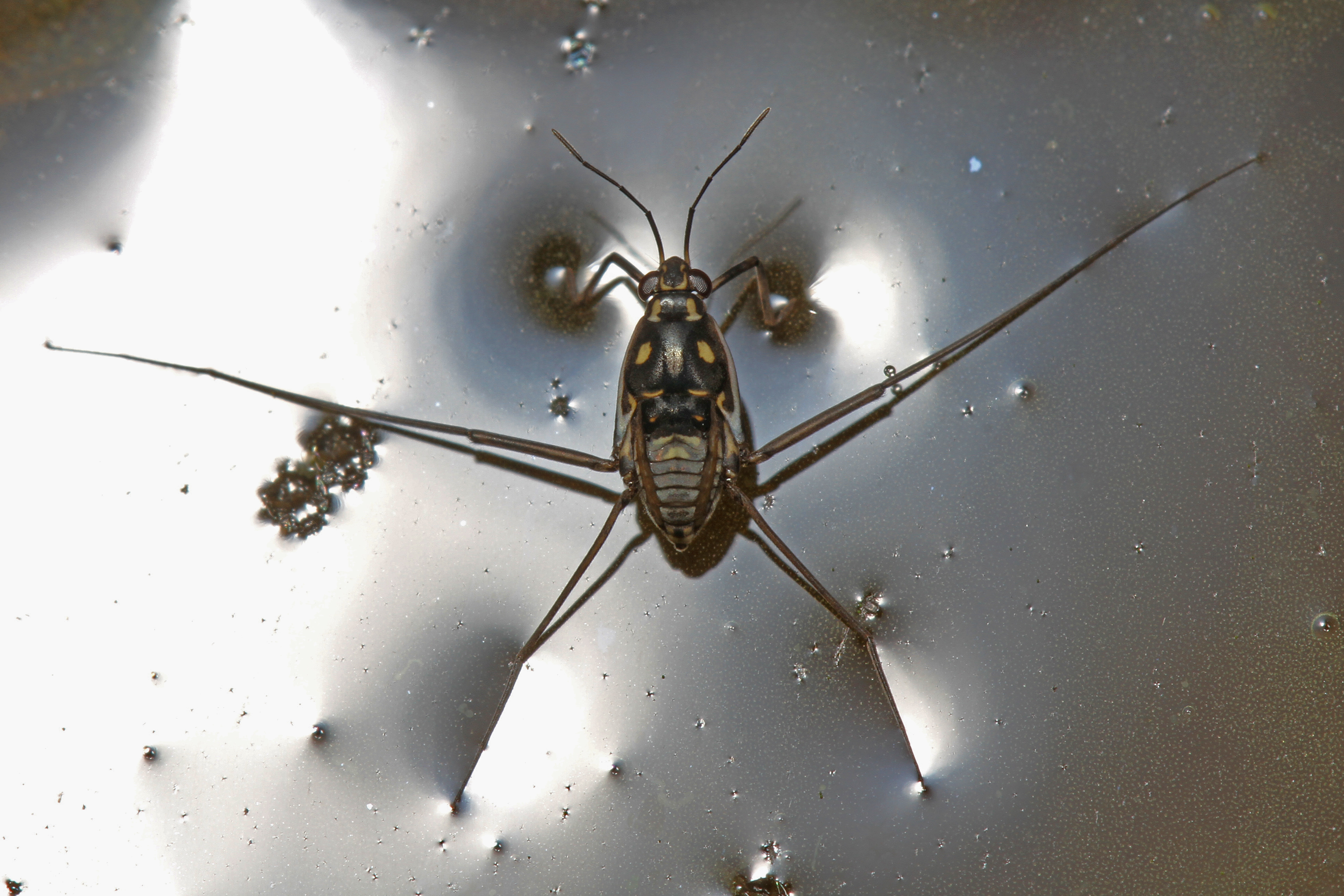
Trepobates sp. cf. subnitidus, Maryland
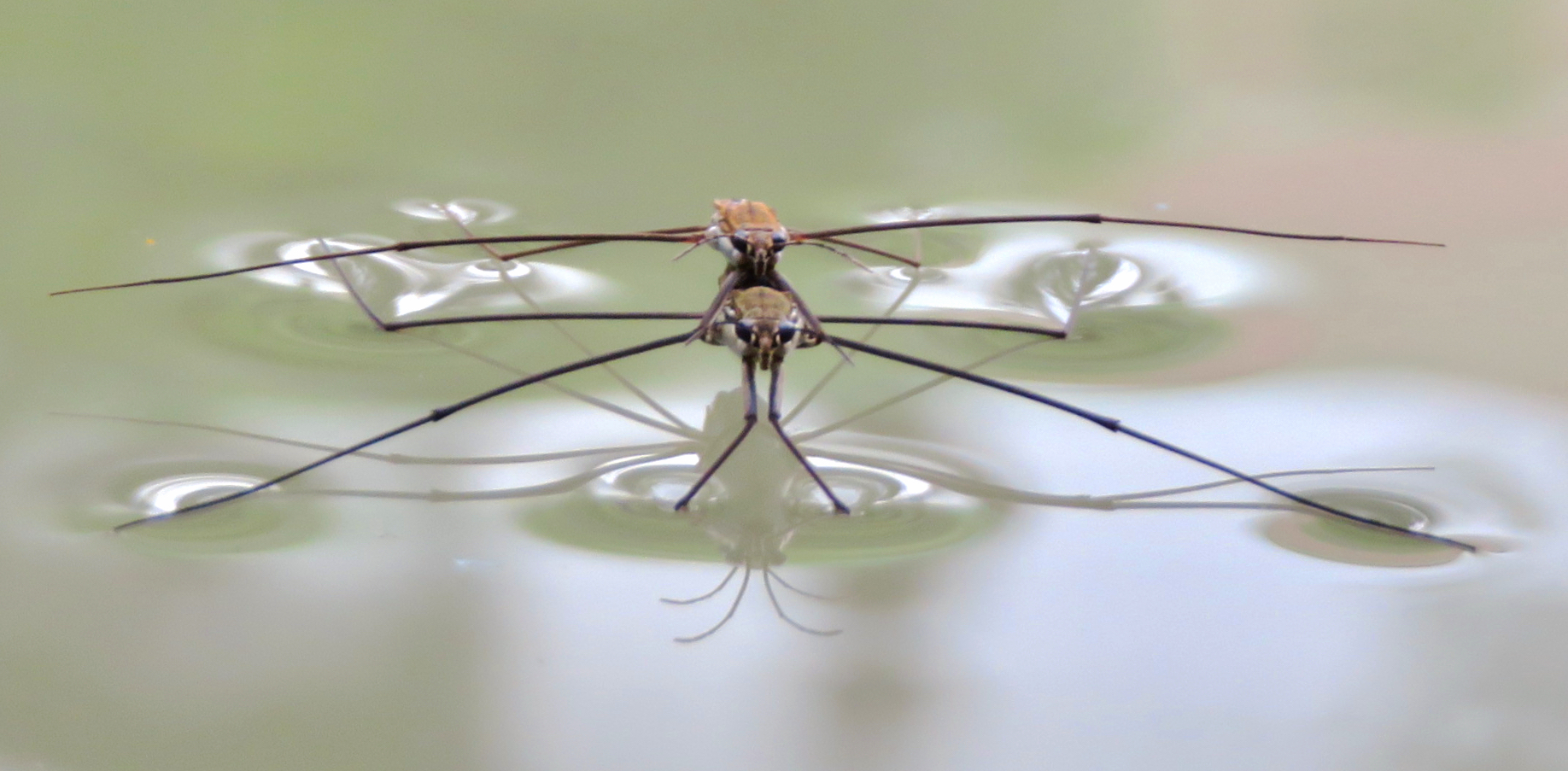
Accouplement de Gerridae
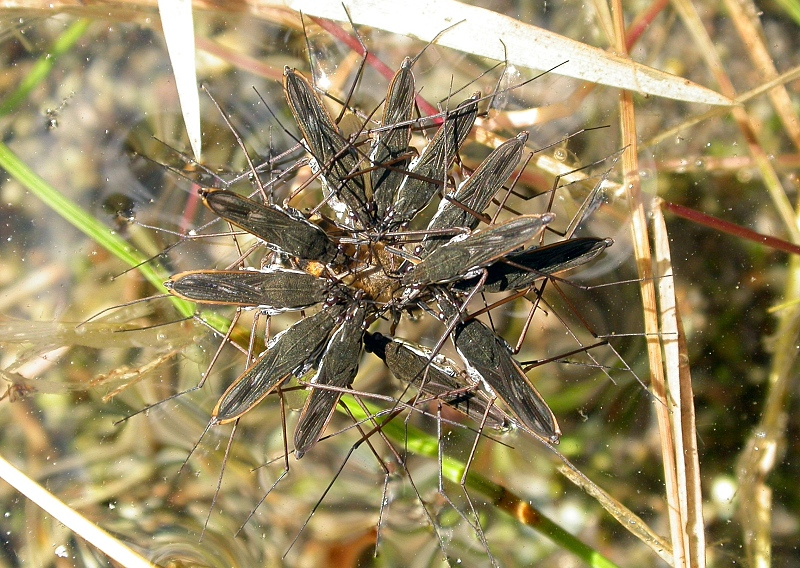
Rassemblement de Gerridae autour d'une proie (Valle Maggia, Suisse)
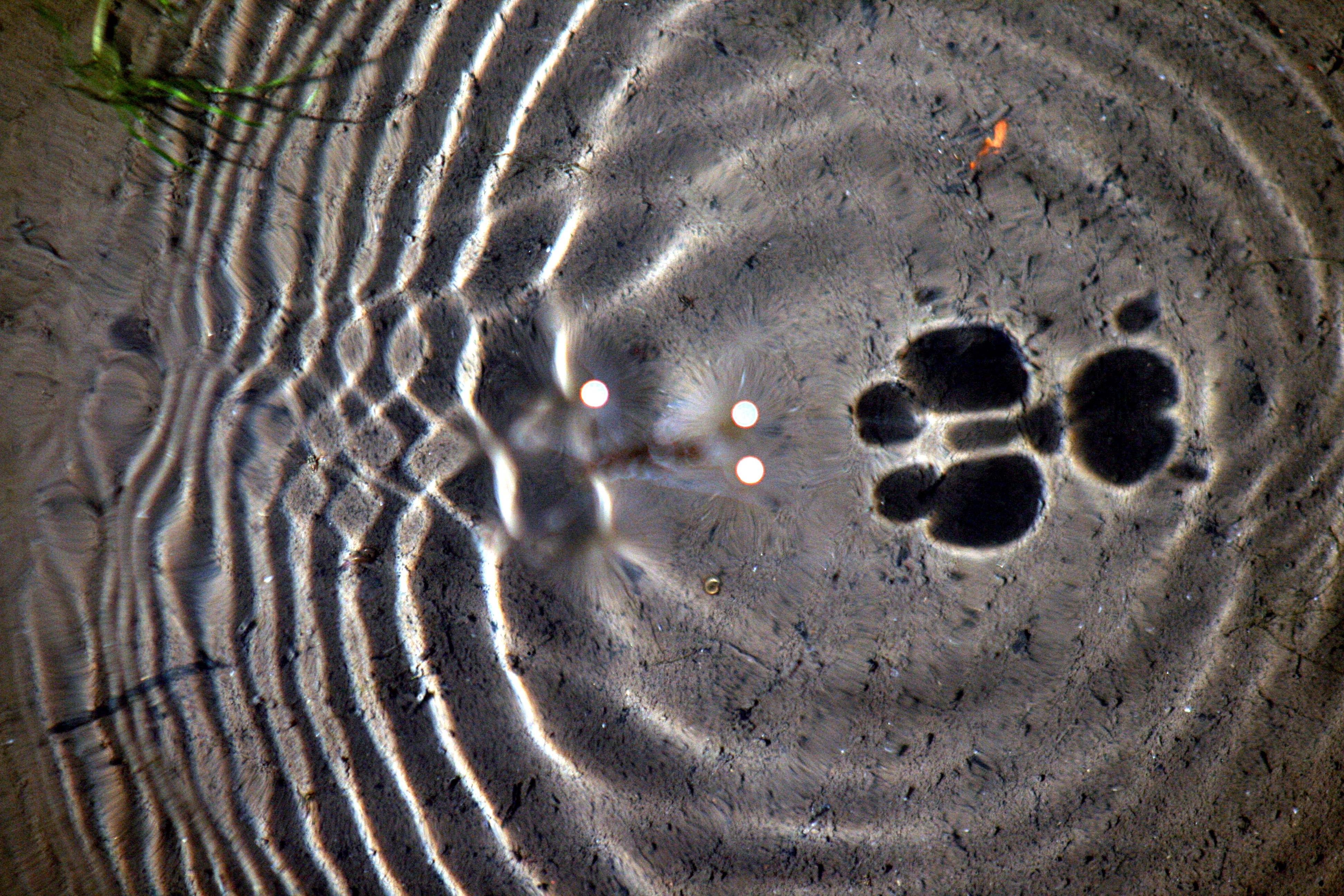
Ombre d'un gerridae sur le fond